# セルカーク伯爵
セルカーク伯爵（英: Earl of Selkirk）は、スコットランド貴族の伯爵位。1646年にウィリアム・ダグラス＝ハミルトンが叙されたのに始まる。ハミルトン公爵家の分流が受け継ぐようになっている変則的な継承方法の爵位である。

## 経歴

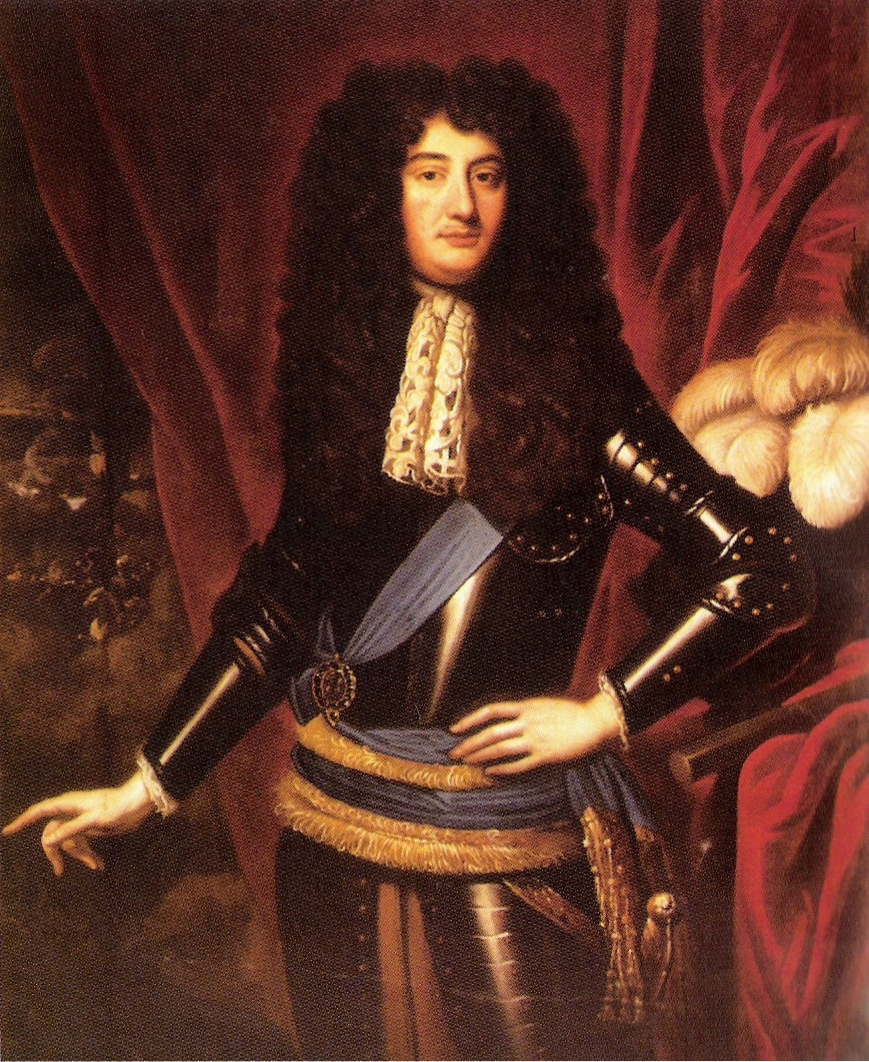
ハミルトン公ウィリアム・ダグラス＝ハミルトンの肖像画（初代準男爵ゴドフリー・ネラー画）

スコットランド貴族の初代ダグラス侯爵ウィリアム・ダグラスの息子ウィリアム・ダグラス(1634–1694)は、1646年8月4日にスコットランド貴族爵位セルカーク伯爵(Earl of Selkirk)とデアー＝ショートクルー卿(Lord Daer and Shortcleuch, [ˈdɛər-ənd-ˈʃɔːrtklu])に叙された。この2つの爵位は当初ダグラスの名を受け継ぐ男性相続人(his heirs male whatsoever bearing the name of Douglas)を継承者とする爵位だった。その後、1656年4月29日に初代ハミルトン公爵ジェイムズ・ハミルトンの娘である第3代ハミルトン女公爵アン・ハミルトンと結婚し、1660年9月20日にダグラス＝ハミルトン(Douglas-Hamilton)と改姓のうえ、一代限りでハミルトン公爵(Duke of Hamilton)、クライズデール侯爵(Marquess of Clydesdale)、アラン＝ラナーク＝セルカーク伯爵(Earl of Arran, Lanark and Selkirk)、エイヴェン＝マーチェンシャー＝ポルモント＝デアー卿(Lord Aven, Machanshire, Polmont and Daer)といったスコットランド貴族爵位を与えられた。1688年10月6日にはノヴォダマスに基づいてセルカーク伯爵位とデアー＝ショートクルー卿位について国王に返還して三男チャールズ・ダグラスに改めて与えられた。
ノボダマスのためにこの爵位は以下の特殊な継承方法を取る爵位となった。
1. 初代伯の長男の男子相続人より初代伯のヤンガーサンの男子相続人に優先して継承される。
2. もしすでにハミルトン公爵位を所持している者だった場合（またはハミルトン公爵位と同時に受け継いだ場合）、公爵の生き残っている次の弟が継承する。
3. もしハミルトン公爵によって継承された場合（セルカーク伯爵がハミルトン公爵を継承したか、弟のいないハミルトン公爵であったため第2条が機能しない場合）は、セルカーク伯爵位はハミルトン公爵の死後、生き残っている二番目の男子に継承される。
4. 2条か3条に基づく継承が行われた後は、その男子相続人によって継承される。
5. もし彼らの男子相続人が絶えた時は、自分の弟やその男子相続人にはいかず、以前と同じく2条や3条が機能する長男の系統に戻る。

子供のなかった2代セルカーク伯の死後、その弟であるジョン・ハミルトン(1664–1744)が第3代セルカーク伯爵位と第3代デアー・ショートクルー卿位を継承した（以下デアー＝ショートクルー卿については言及を省略するが、常にセルカーク伯爵と一緒に受け継がれている）。彼はセルカーク伯爵襲爵前の1697年4月14日にスコットランド貴族爵位のラグラン伯爵(Earl of Ruglen)、リッカートン子爵(Viscount of Riccartoun)、ヒルハウス卿(Lord Hillhouse)に叙されていた。これらの爵位は男子がなければ娘への継承を認める爵位だった。
そのため3代セルカーク伯の死後、ラグラン伯爵位以下の3爵位はアン・ハミルトンが継承したが、セルカーク伯爵位は2代伯と3代伯の弟の孫にあたるダンバー・ダグラス(1722–1799)が継承した。
しかしその孫にあたる6代セルカーク伯爵ダンバー・ジェイムズ・ダグラス(1809–1885)の死去により初代伯のヤンガーサンの男系男子は絶えた。
そのためここで継承方法2条が機能し、第12代ハミルトン公爵ウィリアム・ダグラス＝ハミルトン(1845–1895)の次の弟であるチャールズ・ハミルトン(1847-1886)が第7代セルカーク伯爵位を継承することになった。
彼には子供はなかったので彼の死後、継承方法5条により兄の12代ハミルトン公爵が第8代セルカーク伯爵を継承した。彼も娘しかなかったので彼の死後は遠縁のアルフレッド・ダグラス＝ハミルトン(1862–1940)が13代ハミルトン公爵位とともに9代セルカーク伯爵位を継承した。
13代ハミルトン公の死後、ハミルトン公爵位は彼の長男が継承したが、セルカーク伯爵位は継承方法3条により13代ハミルトン公の次男ジョージ・ダグラス＝ハミルトン(1906–1994)が継承した（10代伯）。

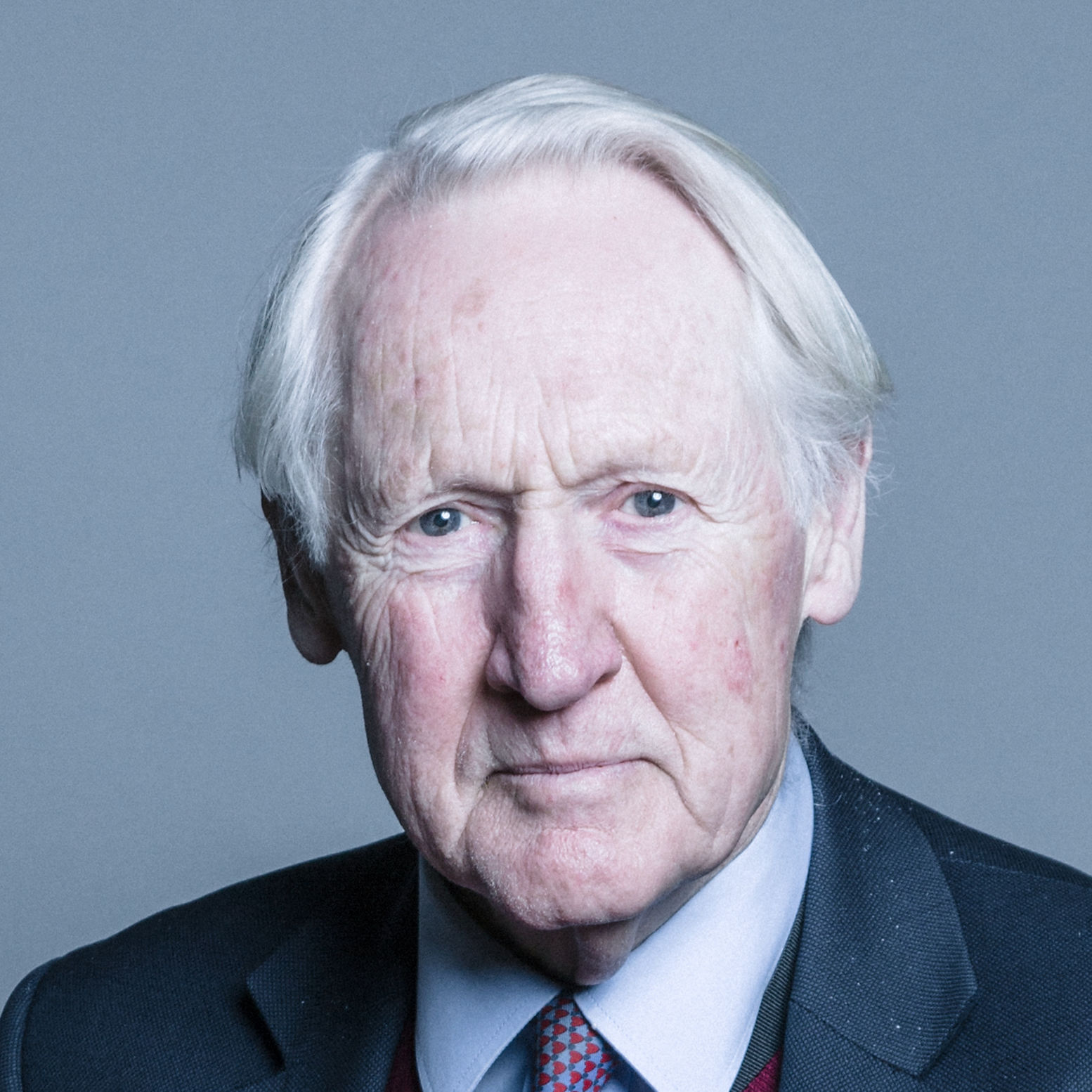
11代セルカーク伯爵を継承したジェイムズ・ダグラス＝ハミルトン。爵位一代放棄中。

10代セルカーク伯も子供なく死去し、継承方法5条と2条により15代ハミルトン公アンガス・ダグラス＝ハミルトン(1938–2010)の弟であるジェイムズ・ダグラス＝ハミルトン(1942-)が継承した。しかし彼は保守党の庶民院議員を続けたがっていたため、継承直後の1994年11月28日に爵位一代放棄を行っている。
1996年には10代セルカーク伯の次の弟の息子であったアラスデア・マルコム・ダグラス＝ハミルトン(Alasdair Malcolm Douglas-Hamilton, 1939-)がスコットランド紋章院に自らがセルカーク伯位の継承者であることを請求したが、棄却されている。
ジェイムズは1995年から1997年にかけてスコットランド省政務次官を務めた後、1997年9月29日に一代貴族のエディンバラ市におけるクラモンドのダグラスのセルカーク男爵(Baron Selkirk of Douglas, of Cramond in the City of Edinburgh)に叙され、貴族院議員に列した。
2019年現在も彼が当主なのでセルカーク伯爵位は一代放棄された状態が続いている。

## 現当主の保有爵位
現当主ジェイムズ・ダグラス＝ハミルトンは以下の爵位を保有している。
- 第11代セルカーク伯爵 (11th Earl of Selkirk)
(1646年8月4日の勅許状によるスコットランド貴族爵位。1994年11月28日に爵位一代放棄)
- 第11代デアー＝ショートクルー卿 (11th Lord Daer and Shortcleuch)
(1646年8月4日の勅許状によるスコットランド貴族爵位。1994年11月28日に爵位一代放棄)
- エディンバラ市におけるクラモンドのダグラスのセルカーク男爵 (Baron Selkirk of Douglas, of Cramond in the City of Edinburgh)
(1997年9月29日の勅許状による連合王国一代貴族)

## セルカーク伯爵 (1646年)
- 初代セルカーク伯・ハミルトン公ウィリアム・ダグラス＝ハミルトン (William Douglas-Hamilton, 1634–1694)
- 2代セルカーク伯チャールズ・ダグラス (Charles Douglas, 1663–1739) 先代の息子
- 3代セルカーク伯ジョン・ハミルトン (John Hamilton, 1664–1744) 先代の弟
- 4代セルカーク伯ダンバー・ダグラス（英語版） (Dunbar Douglas, 1722–1799) 先代の弟の孫
- 5代セルカーク伯トマス・ダグラス（英語版） (Thomas Douglas, 1771–1820) 先代の息子
- 6代セルカーク伯ダンバー・ジェイムズ・ダグラス（英語版） (Dunbar James Douglas, 1809–1885) 先代の息子
- 7代セルカーク伯チャールズ・ジョージ・ハミルトン（英語版） (Charles George Hamilton, 1847–1886) 12代ハミルトン公の弟
- 8代セルカーク伯・12代ハミルトン公ウィリアム・アレグザンダー・ルイス・スティーブン・ダグラス＝ハミルトン (William Alexander Louis Stephen Douglas-Hamilton, 1845–1895) 先代の兄
- 9代セルカーク伯・13代ハミルトン公アルフレッド・ダグラス・ダグラス＝ハミルトン（英語版） (Alfred Douglas Douglas-Hamilton, 1862–1940) 先代の四従弟
- 10代セルカーク伯ジョージ・ナイジェル・ダグラス＝ハミルトン (George Nigel Douglas-Hamilton, 1906–1994) 14代ハミルトン公の弟
- 11代セルカーク伯ジェイムズ・アレグザンダー・ダグラス＝ハミルトン（英語版） (James Alexander Douglas-Hamilton, 1942-) 15代ハミルトン公（英語版）の弟。1994年に爵位一代放棄
  - 法定推定相続人は現当主の息子ジョン・アンドリュー・ダグラス＝ハミルトン(John Andrew Douglas-Hamilton, 1978-)

## 家系図
| | | | | | |                                                                         |                                                                         | 1643年ハミルトン公爵                                                    | 1643年ハミルトン公爵                                                    | 1643年ハミルトン公爵                                                    | 1643年ハミルトン公爵                                                    | 1643年ハミルトン公爵                                 | 1643年ハミルトン公爵                                 |                                                       |                                                       | 1638年ダグラス侯爵                                                                                     | 1638年ダグラス侯爵                                                                                     | 1638年ダグラス侯爵                                                                                     | 1638年ダグラス侯爵                                                                                     | 1638年ダグラス侯爵                                                                                     | 1638年ダグラス侯爵                                                                                     |  |  |                                                                    |                                                                    |                                                                    |                                                                    |                                                                    |                                                                    |                    |  |                                |                                |                                |                                |                                |                                |  |  |  |  |  |  |  |  |  |  |  |  |  |  |  |  |
| | | | | | |                                                                         |                                                                         | 1643年ハミルトン公爵                                                    | 1643年ハミルトン公爵                                                    | 1643年ハミルトン公爵                                                    | 1643年ハミルトン公爵                                                    | 1643年ハミルトン公爵                                 | 1643年ハミルトン公爵                                 | 初代ハミルトン公爵 ジェイムズ・ハミルトン (1606–1649) | 初代ハミルトン公爵 ジェイムズ・ハミルトン (1606–1649) | 初代ハミルトン公爵 ジェイムズ・ハミルトン (1606–1649)                                                  | 初代ハミルトン公爵 ジェイムズ・ハミルトン (1606–1649)                                                  | 初代ハミルトン公爵 ジェイムズ・ハミルトン (1606–1649)                                                  | 初代ハミルトン公爵 ジェイムズ・ハミルトン (1606–1649)                                                  | 1638年ダグラス侯爵                                                                                     | 1638年ダグラス侯爵                                                                                     |  |  | 初代ダグラス侯爵 11代アンガス伯爵 ウィリアム・ダグラス (1589-1660) | 初代ダグラス侯爵 11代アンガス伯爵 ウィリアム・ダグラス (1589-1660) | 初代ダグラス侯爵 11代アンガス伯爵 ウィリアム・ダグラス (1589-1660) | 初代ダグラス侯爵 11代アンガス伯爵 ウィリアム・ダグラス (1589-1660) | 初代ダグラス侯爵 11代アンガス伯爵 ウィリアム・ダグラス (1589-1660) | 初代ダグラス侯爵 11代アンガス伯爵 ウィリアム・ダグラス (1589-1660) |                    |  |                                |                                |                                |                                |                                |                                |  |  |  |  |  |  |  |  |  |  |  |  |  |  |  |  |
| | | | | | |                                                                         |                                                                         |                                                                         |                                                                         |                                                                         |                                                                         |                                                      |                                                      | 初代ハミルトン公爵 ジェイムズ・ハミルトン (1606–1649) | 初代ハミルトン公爵 ジェイムズ・ハミルトン (1606–1649) | 初代ハミルトン公爵 ジェイムズ・ハミルトン (1606–1649)                                                  | 初代ハミルトン公爵 ジェイムズ・ハミルトン (1606–1649)                                                  | 初代ハミルトン公爵 ジェイムズ・ハミルトン (1606–1649)                                                  | 初代ハミルトン公爵 ジェイムズ・ハミルトン (1606–1649)                                                  | | |  |  | 初代ダグラス侯爵 11代アンガス伯爵 ウィリアム・ダグラス (1589-1660) | 初代ダグラス侯爵 11代アンガス伯爵 ウィリアム・ダグラス (1589-1660) | 初代ダグラス侯爵 11代アンガス伯爵 ウィリアム・ダグラス (1589-1660) | 初代ダグラス侯爵 11代アンガス伯爵 ウィリアム・ダグラス (1589-1660) | 初代ダグラス侯爵 11代アンガス伯爵 ウィリアム・ダグラス (1589-1660) | 初代ダグラス侯爵 11代アンガス伯爵 ウィリアム・ダグラス (1589-1660) |                    |  |                                |                                |                                |                                |                                |                                |  |  |  |  |  |  |  |  |  |  |  |  |  |  |  |  |
| | | | | | |                                                                         |                                                                         |                                                                         |                                                                         |                                                                         |                                                                         |                                                      |                                                      |                                                       |                                                       | 1646年セルカーク伯 1660年ハミルトン公(一代限り)                                                        | | | | | |  |  |                                                                    |                                                                    |                                                                    |                                                                    |                                                                    |                                                                    |                    |  |                                |                                |                                |                                |                                |                                |  |  |  |  |  |  |  |  |  |  |  |  |  |  |  |  |
| | | | | | |                                                                         |                                                                         | 3代ハミルトン女公爵 アン・ハミルトン (1631–1716)                        | 3代ハミルトン女公爵 アン・ハミルトン (1631–1716)                        | 3代ハミルトン女公爵 アン・ハミルトン (1631–1716)                        | 3代ハミルトン女公爵 アン・ハミルトン (1631–1716)                        | 3代ハミルトン女公爵 アン・ハミルトン (1631–1716)     | 3代ハミルトン女公爵 アン・ハミルトン (1631–1716)     |                                                       |                                                       | 初代セルカーク伯 ハミルトン公(一代限り) ウィリアム・ダグラス(ハミルトン) (1634–1694)                   | 初代セルカーク伯 ハミルトン公(一代限り) ウィリアム・ダグラス(ハミルトン) (1634–1694)                   | 初代セルカーク伯 ハミルトン公(一代限り) ウィリアム・ダグラス(ハミルトン) (1634–1694)                   | 初代セルカーク伯 ハミルトン公(一代限り) ウィリアム・ダグラス(ハミルトン) (1634–1694)                   | 初代セルカーク伯 ハミルトン公(一代限り) ウィリアム・ダグラス(ハミルトン) (1634–1694)                   | 初代セルカーク伯 ハミルトン公(一代限り) ウィリアム・ダグラス(ハミルトン) (1634–1694)                   |  |  |                                                                    |                                                                    |                                                                    |                                                                    |                                                                    |                                                                    |                    |  |                                |                                |                                |                                |                                |                                |  |  |  |  |  |  |  |  |  |  |  |  |  |  |  |  |
| | | | | | |                                                                         |                                                                         | 3代ハミルトン女公爵 アン・ハミルトン (1631–1716)                        | 3代ハミルトン女公爵 アン・ハミルトン (1631–1716)                        | 3代ハミルトン女公爵 アン・ハミルトン (1631–1716)                        | 3代ハミルトン女公爵 アン・ハミルトン (1631–1716)                        | 3代ハミルトン女公爵 アン・ハミルトン (1631–1716)     | 3代ハミルトン女公爵 アン・ハミルトン (1631–1716)     |                                                       |                                                       | 初代セルカーク伯 ハミルトン公(一代限り) ウィリアム・ダグラス(ハミルトン) (1634–1694)                   | 初代セルカーク伯 ハミルトン公(一代限り) ウィリアム・ダグラス(ハミルトン) (1634–1694)                   | 初代セルカーク伯 ハミルトン公(一代限り) ウィリアム・ダグラス(ハミルトン) (1634–1694)                   | 初代セルカーク伯 ハミルトン公(一代限り) ウィリアム・ダグラス(ハミルトン) (1634–1694)                   | 初代セルカーク伯 ハミルトン公(一代限り) ウィリアム・ダグラス(ハミルトン) (1634–1694)                   | 初代セルカーク伯 ハミルトン公(一代限り) ウィリアム・ダグラス(ハミルトン) (1634–1694)                   |  |  |                                                                    |                                                                    |                                                                    |                                                                    |                                                                    |                                                                    |                    |  |                                |                                |                                |                                |                                |                                |  |  |  |  |  |  |  |  |  |  |  |  |  |  |  |  |
| | | | | | |                                                                         |                                                                         |                                                                         |                                                                         |                                                                         |                                                                         |                                                      |                                                      |                                                       |                                                       | | | | | | |  |  |                                                                    |                                                                    |                                                                    |                                                                    |                                                                    |                                                                    |                    |  |                                |                                |                                |                                |                                |                                |  |  |  |  |  |  |  |  |  |  |  |  |  |  |  |  |
| | | | | | |                                                                         |                                                                         |                                                                         |                                                                         |                                                                         |                                                                         |                                                      |                                                      |                                                       |                                                       | | | | | | |  |  |                                                                    |                                                                    |                                                                    |                                                                    |                                                                    |                                                                    |                    |  |                                |                                |                                |                                |                                |                                |  |  |  |  |  |  |  |  |  |  |  |  |  |  |  |  |
| | | | | | |                                                                         |                                                                         |                                                                         |                                                                         |                                                                         |                                                                         |                                                      |                                                      |                                                       |                                                       | | | | | | |  |  |                                                                    |                                                                    |                                                                    |                                                                    |                                                                    |                                                                    |                    |  |                                |                                |                                |                                |                                |                                |  |  |  |  |  |  |  |  |  |  |  |  |  |  |  |  |
| 1711年ブランドン公爵                                                                                | 1711年ブランドン公爵                                                                                | 1711年ブランドン公爵                                                                                | 1711年ブランドン公爵                                                                                | 1711年ブランドン公爵                                                                                | 1711年ブランドン公爵                                                                                |                                                                         |                                                                         |                                                                         |                                                                         |                                                                         |                                                                         |                                                      |                                                      |                                                       |                                                       | 1697年ラグラン伯爵                                                                                     | 1697年ラグラン伯爵                                                                                     | 1697年ラグラン伯爵                                                                                     | 1697年ラグラン伯爵                                                                                     | 1697年ラグラン伯爵                                                                                     | 1697年ラグラン伯爵                                                                                     |  |  |                                                                    |                                                                    |                                                                    |                                                                    |                                                                    |                                                                    |                    |  |                                |                                |                                |                                |                                |                                |  |  |  |  |  |  |  |  |  |  |  |  |  |  |  |  |
| 1711年ブランドン公爵                                                                                | 1711年ブランドン公爵                                                                                | 1711年ブランドン公爵                                                                                | 1711年ブランドン公爵                                                                                | 1711年ブランドン公爵                                                                                | 1711年ブランドン公爵                                                                                | 4代ハミルトン公爵 初代ブランドン公爵 ジェイムズ・ハミルトン (1658–1712) | 4代ハミルトン公爵 初代ブランドン公爵 ジェイムズ・ハミルトン (1658–1712) | 4代ハミルトン公爵 初代ブランドン公爵 ジェイムズ・ハミルトン (1658–1712) | 4代ハミルトン公爵 初代ブランドン公爵 ジェイムズ・ハミルトン (1658–1712) | 4代ハミルトン公爵 初代ブランドン公爵 ジェイムズ・ハミルトン (1658–1712) | 4代ハミルトン公爵 初代ブランドン公爵 ジェイムズ・ハミルトン (1658–1712) |                                                      |                                                      | 2代セルカーク伯爵 チャールズ・ダグラス (1663–1739)    | 2代セルカーク伯爵 チャールズ・ダグラス (1663–1739)    | 2代セルカーク伯爵 チャールズ・ダグラス (1663–1739)                                                     | 2代セルカーク伯爵 チャールズ・ダグラス (1663–1739)                                                     | 2代セルカーク伯爵 チャールズ・ダグラス (1663–1739)                                                     | 2代セルカーク伯爵 チャールズ・ダグラス (1663–1739)                                                     | 1697年ラグラン伯爵                                                                                     | 1697年ラグラン伯爵                                                                                     |  |  | 3代セルカーク伯爵 初代ラグラン伯爵 ジョン・ハミルトン (1664–1744)  | 3代セルカーク伯爵 初代ラグラン伯爵 ジョン・ハミルトン (1664–1744)  | 3代セルカーク伯爵 初代ラグラン伯爵 ジョン・ハミルトン (1664–1744)  | 3代セルカーク伯爵 初代ラグラン伯爵 ジョン・ハミルトン (1664–1744)  | 3代セルカーク伯爵 初代ラグラン伯爵 ジョン・ハミルトン (1664–1744)  | 3代セルカーク伯爵 初代ラグラン伯爵 ジョン・ハミルトン (1664–1744)  |                    |  | バジル・ハミルトン (1671-1701) | バジル・ハミルトン (1671-1701) | バジル・ハミルトン (1671-1701) | バジル・ハミルトン (1671-1701) | バジル・ハミルトン (1671-1701) | バジル・ハミルトン (1671-1701) |  |  |  |  |  |  |  |  |  |  |  |  |  |  |  |  |
| | | | | | | 4代ハミルトン公爵 初代ブランドン公爵 ジェイムズ・ハミルトン (1658–1712) | 4代ハミルトン公爵 初代ブランドン公爵 ジェイムズ・ハミルトン (1658–1712) | 4代ハミルトン公爵 初代ブランドン公爵 ジェイムズ・ハミルトン (1658–1712) | 4代ハミルトン公爵 初代ブランドン公爵 ジェイムズ・ハミルトン (1658–1712) | 4代ハミルトン公爵 初代ブランドン公爵 ジェイムズ・ハミルトン (1658–1712) | 4代ハミルトン公爵 初代ブランドン公爵 ジェイムズ・ハミルトン (1658–1712) |                                                      |                                                      | 2代セルカーク伯爵 チャールズ・ダグラス (1663–1739)    | 2代セルカーク伯爵 チャールズ・ダグラス (1663–1739)    | 2代セルカーク伯爵 チャールズ・ダグラス (1663–1739)                                                     | 2代セルカーク伯爵 チャールズ・ダグラス (1663–1739)                                                     | 2代セルカーク伯爵 チャールズ・ダグラス (1663–1739)                                                     | 2代セルカーク伯爵 チャールズ・ダグラス (1663–1739)                                                     | | |  |  | 3代セルカーク伯爵 初代ラグラン伯爵 ジョン・ハミルトン (1664–1744)  | 3代セルカーク伯爵 初代ラグラン伯爵 ジョン・ハミルトン (1664–1744)  | 3代セルカーク伯爵 初代ラグラン伯爵 ジョン・ハミルトン (1664–1744)  | 3代セルカーク伯爵 初代ラグラン伯爵 ジョン・ハミルトン (1664–1744)  | 3代セルカーク伯爵 初代ラグラン伯爵 ジョン・ハミルトン (1664–1744)  | 3代セルカーク伯爵 初代ラグラン伯爵 ジョン・ハミルトン (1664–1744)  |                    |  | バジル・ハミルトン (1671-1701) | バジル・ハミルトン (1671-1701) | バジル・ハミルトン (1671-1701) | バジル・ハミルトン (1671-1701) | バジル・ハミルトン (1671-1701) | バジル・ハミルトン (1671-1701) |  |  |  |  |  |  |  |  |  |  |  |  |  |  |  |  |
| | | | | | |                                                                         |                                                                         |                                                                         |                                                                         |                                                                         |                                                                         |                                                      |                                                      |                                                       |                                                       | ラグラン伯爵家へ                                                                                       | | | | | |  |  |                                                                    |                                                                    |                                                                    |                                                                    |                                                                    |                                                                    |                    |  |                                |                                |                                |                                |                                |                                |  |  |  |  |  |  |  |  |  |  |  |  |  |  |  |  |
| | | | | | |                                                                         |                                                                         |                                                                         |                                                                         |                                                                         |                                                                         |                                                      |                                                      |                                                       |                                                       | | | | | | |  |  |                                                                    |                                                                    |                                                                    |                                                                    |                                                                    |                                                                    |                    |  |                                |                                |                                |                                |                                |                                |  |  |  |  |  |  |  |  |  |  |  |  |  |  |  |  |
| | | | | | |                                                                         |                                                                         |                                                                         |                                                                         |                                                                         |                                                                         |                                                      |                                                      |                                                       |                                                       | | | | | | |  |  |                                                                    |                                                                    |                                                                    |                                                                    |                                                                    |                                                                    |                    |  |                                |                                |                                |                                |                                |                                |  |  |  |  |  |  |  |  |  |  |  |  |  |  |  |  |
| | | | | | |                                                                         |                                                                         |                                                                         |                                                                         |                                                                         |                                                                         |                                                      |                                                      |                                                       |                                                       | | | | | | |  |  |                                                                    |                                                                    |                                                                    |                                                                    |                                                                    |                                                                    |                    |  |                                |                                |                                |                                |                                |                                |  |  |  |  |  |  |  |  |  |  |  |  |  |  |  |  |
| 5代ハミルトン公爵 2代ブランドン公爵 ジェイムズ・ハミルトン (1703–1743)                              | 5代ハミルトン公爵 2代ブランドン公爵 ジェイムズ・ハミルトン (1703–1743)                              | 5代ハミルトン公爵 2代ブランドン公爵 ジェイムズ・ハミルトン (1703–1743)                              | 5代ハミルトン公爵 2代ブランドン公爵 ジェイムズ・ハミルトン (1703–1743)                              | 5代ハミルトン公爵 2代ブランドン公爵 ジェイムズ・ハミルトン (1703–1743)                              | 5代ハミルトン公爵 2代ブランドン公爵 ジェイムズ・ハミルトン (1703–1743)                              |                                                                         |                                                                         |                                                                         |                                                                         |                                                                         |                                                                         |                                                      |                                                      |                                                       |                                                       | アン・ハミルトン (1709–1748)                                                                           | アン・ハミルトン (1709–1748)                                                                           | アン・ハミルトン (1709–1748)                                                                           | アン・ハミルトン (1709–1748)                                                                           | アン・ハミルトン (1709–1748)                                                                           | アン・ハミルトン (1709–1748)                                                                           |  |  | バジル・ハミルトン (1696-1742)                                     | バジル・ハミルトン (1696-1742)                                     | バジル・ハミルトン (1696-1742)                                     | バジル・ハミルトン (1696-1742)                                     | バジル・ハミルトン (1696-1742)                                     | バジル・ハミルトン (1696-1742)                                     |                    |  |                                |                                |                                |                                |                                |                                |  |  |  |  |  |  |  |  |  |  |  |  |  |  |  |  |
| 5代ハミルトン公爵 2代ブランドン公爵 ジェイムズ・ハミルトン (1703–1743)                              | 5代ハミルトン公爵 2代ブランドン公爵 ジェイムズ・ハミルトン (1703–1743)                              | 5代ハミルトン公爵 2代ブランドン公爵 ジェイムズ・ハミルトン (1703–1743)                              | 5代ハミルトン公爵 2代ブランドン公爵 ジェイムズ・ハミルトン (1703–1743)                              | 5代ハミルトン公爵 2代ブランドン公爵 ジェイムズ・ハミルトン (1703–1743)                              | 5代ハミルトン公爵 2代ブランドン公爵 ジェイムズ・ハミルトン (1703–1743)                              |                                                                         |                                                                         |                                                                         |                                                                         |                                                                         |                                                                         |                                                      |                                                      |                                                       |                                                       | アン・ハミルトン (1709–1748)                                                                           | アン・ハミルトン (1709–1748)                                                                           | アン・ハミルトン (1709–1748)                                                                           | アン・ハミルトン (1709–1748)                                                                           | アン・ハミルトン (1709–1748)                                                                           | アン・ハミルトン (1709–1748)                                                                           |  |  | バジル・ハミルトン (1696-1742)                                     | バジル・ハミルトン (1696-1742)                                     | バジル・ハミルトン (1696-1742)                                     | バジル・ハミルトン (1696-1742)                                     | バジル・ハミルトン (1696-1742)                                     | バジル・ハミルトン (1696-1742)                                     |                    |  |                                |                                |                                |                                |                                |                                |  |  |  |  |  |  |  |  |  |  |  |  |  |  |  |  |
| 9代ハミルトン公爵 6代ブランドン公爵 アーチボルド・ハミルトン (1740–1819)                            | 9代ハミルトン公爵 6代ブランドン公爵 アーチボルド・ハミルトン (1740–1819)                            | 9代ハミルトン公爵 6代ブランドン公爵 アーチボルド・ハミルトン (1740–1819)                            | 9代ハミルトン公爵 6代ブランドン公爵 アーチボルド・ハミルトン (1740–1819)                            | 9代ハミルトン公爵 6代ブランドン公爵 アーチボルド・ハミルトン (1740–1819)                            | 9代ハミルトン公爵 6代ブランドン公爵 アーチボルド・ハミルトン (1740–1819)                            |                                                                         |                                                                         |                                                                         |                                                                         |                                                                         |                                                                         |                                                      |                                                      |                                                       |                                                       | チャールズ・ハミルトン (1747–1825)                                                                     | チャールズ・ハミルトン (1747–1825)                                                                     | チャールズ・ハミルトン (1747–1825)                                                                     | チャールズ・ハミルトン (1747–1825)                                                                     | チャールズ・ハミルトン (1747–1825)                                                                     | チャールズ・ハミルトン (1747–1825)                                                                     |  |  | 4代セルカーク伯爵 ダンバー・ダグラス (1722-1799)                   | 4代セルカーク伯爵 ダンバー・ダグラス (1722-1799)                   | 4代セルカーク伯爵 ダンバー・ダグラス (1722-1799)                   | 4代セルカーク伯爵 ダンバー・ダグラス (1722-1799)                   | 4代セルカーク伯爵 ダンバー・ダグラス (1722-1799)                   | 4代セルカーク伯爵 ダンバー・ダグラス (1722-1799)                   |                    |  |                                |                                |                                |                                |                                |                                |  |  |  |  |  |  |  |  |  |  |  |  |  |  |  |  |
| 9代ハミルトン公爵 6代ブランドン公爵 アーチボルド・ハミルトン (1740–1819)                            | 9代ハミルトン公爵 6代ブランドン公爵 アーチボルド・ハミルトン (1740–1819)                            | 9代ハミルトン公爵 6代ブランドン公爵 アーチボルド・ハミルトン (1740–1819)                            | 9代ハミルトン公爵 6代ブランドン公爵 アーチボルド・ハミルトン (1740–1819)                            | 9代ハミルトン公爵 6代ブランドン公爵 アーチボルド・ハミルトン (1740–1819)                            | 9代ハミルトン公爵 6代ブランドン公爵 アーチボルド・ハミルトン (1740–1819)                            |                                                                         |                                                                         |                                                                         |                                                                         |                                                                         |                                                                         |                                                      |                                                      |                                                       |                                                       | チャールズ・ハミルトン (1747–1825)                                                                     | チャールズ・ハミルトン (1747–1825)                                                                     | チャールズ・ハミルトン (1747–1825)                                                                     | チャールズ・ハミルトン (1747–1825)                                                                     | チャールズ・ハミルトン (1747–1825)                                                                     | チャールズ・ハミルトン (1747–1825)                                                                     |  |  | 4代セルカーク伯爵 ダンバー・ダグラス (1722-1799)                   | 4代セルカーク伯爵 ダンバー・ダグラス (1722-1799)                   | 4代セルカーク伯爵 ダンバー・ダグラス (1722-1799)                   | 4代セルカーク伯爵 ダンバー・ダグラス (1722-1799)                   | 4代セルカーク伯爵 ダンバー・ダグラス (1722-1799)                   | 4代セルカーク伯爵 ダンバー・ダグラス (1722-1799)                   |                    |  |                                |                                |                                |                                |                                |                                |  |  |  |  |  |  |  |  |  |  |  |  |  |  |  |  |
| 10代ハミルトン公爵 7代ブランドン公爵 アレクサンダー・ハミルトン (1767–1852)                         | 10代ハミルトン公爵 7代ブランドン公爵 アレクサンダー・ハミルトン (1767–1852)                         | 10代ハミルトン公爵 7代ブランドン公爵 アレクサンダー・ハミルトン (1767–1852)                         | 10代ハミルトン公爵 7代ブランドン公爵 アレクサンダー・ハミルトン (1767–1852)                         | 10代ハミルトン公爵 7代ブランドン公爵 アレクサンダー・ハミルトン (1767–1852)                         | 10代ハミルトン公爵 7代ブランドン公爵 アレクサンダー・ハミルトン (1767–1852)                         |                                                                         |                                                                         |                                                                         |                                                                         |                                                                         |                                                                         |                                                      |                                                      |                                                       |                                                       | オーガスタス・ダグラス＝ハミルトン (1781–1849)                                                         | オーガスタス・ダグラス＝ハミルトン (1781–1849)                                                         | オーガスタス・ダグラス＝ハミルトン (1781–1849)                                                         | オーガスタス・ダグラス＝ハミルトン (1781–1849)                                                         | オーガスタス・ダグラス＝ハミルトン (1781–1849)                                                         | オーガスタス・ダグラス＝ハミルトン (1781–1849)                                                         |  |  | 5代セルカーク伯 トマス・ダグラス (1771–1820)                       | 5代セルカーク伯 トマス・ダグラス (1771–1820)                       | 5代セルカーク伯 トマス・ダグラス (1771–1820)                       | 5代セルカーク伯 トマス・ダグラス (1771–1820)                       | 5代セルカーク伯 トマス・ダグラス (1771–1820)                       | 5代セルカーク伯 トマス・ダグラス (1771–1820)                       |                    |  |                                |                                |                                |                                |                                |                                |  |  |  |  |  |  |  |  |  |  |  |  |  |  |  |  |
| 10代ハミルトン公爵 7代ブランドン公爵 アレクサンダー・ハミルトン (1767–1852)                         | 10代ハミルトン公爵 7代ブランドン公爵 アレクサンダー・ハミルトン (1767–1852)                         | 10代ハミルトン公爵 7代ブランドン公爵 アレクサンダー・ハミルトン (1767–1852)                         | 10代ハミルトン公爵 7代ブランドン公爵 アレクサンダー・ハミルトン (1767–1852)                         | 10代ハミルトン公爵 7代ブランドン公爵 アレクサンダー・ハミルトン (1767–1852)                         | 10代ハミルトン公爵 7代ブランドン公爵 アレクサンダー・ハミルトン (1767–1852)                         |                                                                         |                                                                         |                                                                         |                                                                         |                                                                         |                                                                         |                                                      |                                                      |                                                       |                                                       | オーガスタス・ダグラス＝ハミルトン (1781–1849)                                                         | オーガスタス・ダグラス＝ハミルトン (1781–1849)                                                         | オーガスタス・ダグラス＝ハミルトン (1781–1849)                                                         | オーガスタス・ダグラス＝ハミルトン (1781–1849)                                                         | オーガスタス・ダグラス＝ハミルトン (1781–1849)                                                         | オーガスタス・ダグラス＝ハミルトン (1781–1849)                                                         |  |  | 5代セルカーク伯 トマス・ダグラス (1771–1820)                       | 5代セルカーク伯 トマス・ダグラス (1771–1820)                       | 5代セルカーク伯 トマス・ダグラス (1771–1820)                       | 5代セルカーク伯 トマス・ダグラス (1771–1820)                       | 5代セルカーク伯 トマス・ダグラス (1771–1820)                       | 5代セルカーク伯 トマス・ダグラス (1771–1820)                       |                    |  |                                |                                |                                |                                |                                |                                |  |  |  |  |  |  |  |  |  |  |  |  |  |  |  |  |
| 11代ハミルトン公爵 8代ブランドン公爵 ウィリアム・ハミルトン (1811–1863)                             | 11代ハミルトン公爵 8代ブランドン公爵 ウィリアム・ハミルトン (1811–1863)                             | 11代ハミルトン公爵 8代ブランドン公爵 ウィリアム・ハミルトン (1811–1863)                             | 11代ハミルトン公爵 8代ブランドン公爵 ウィリアム・ハミルトン (1811–1863)                             | 11代ハミルトン公爵 8代ブランドン公爵 ウィリアム・ハミルトン (1811–1863)                             | 11代ハミルトン公爵 8代ブランドン公爵 ウィリアム・ハミルトン (1811–1863)                             |                                                                         |                                                                         |                                                                         |                                                                         |                                                                         |                                                                         |                                                      |                                                      |                                                       |                                                       | チャールズ・ダグラス＝ハミルトン (1808–1873)                                                           | チャールズ・ダグラス＝ハミルトン (1808–1873)                                                           | チャールズ・ダグラス＝ハミルトン (1808–1873)                                                           | チャールズ・ダグラス＝ハミルトン (1808–1873)                                                           | チャールズ・ダグラス＝ハミルトン (1808–1873)                                                           | チャールズ・ダグラス＝ハミルトン (1808–1873)                                                           |  |  | 6代セルカーク伯爵 ダンバー・ジェイムズ・ダグラス (1809–1885)       | 6代セルカーク伯爵 ダンバー・ジェイムズ・ダグラス (1809–1885)       | 6代セルカーク伯爵 ダンバー・ジェイムズ・ダグラス (1809–1885)       | 6代セルカーク伯爵 ダンバー・ジェイムズ・ダグラス (1809–1885)       | 6代セルカーク伯爵 ダンバー・ジェイムズ・ダグラス (1809–1885)       | 6代セルカーク伯爵 ダンバー・ジェイムズ・ダグラス (1809–1885)       |                    |  |                                |                                |                                |                                |                                |                                |  |  |  |  |  |  |  |  |  |  |  |  |  |  |  |  |
| 11代ハミルトン公爵 8代ブランドン公爵 ウィリアム・ハミルトン (1811–1863)                             | 11代ハミルトン公爵 8代ブランドン公爵 ウィリアム・ハミルトン (1811–1863)                             | 11代ハミルトン公爵 8代ブランドン公爵 ウィリアム・ハミルトン (1811–1863)                             | 11代ハミルトン公爵 8代ブランドン公爵 ウィリアム・ハミルトン (1811–1863)                             | 11代ハミルトン公爵 8代ブランドン公爵 ウィリアム・ハミルトン (1811–1863)                             | 11代ハミルトン公爵 8代ブランドン公爵 ウィリアム・ハミルトン (1811–1863)                             |                                                                         |                                                                         |                                                                         |                                                                         |                                                                         |                                                                         |                                                      |                                                      |                                                       |                                                       | チャールズ・ダグラス＝ハミルトン (1808–1873)                                                           | チャールズ・ダグラス＝ハミルトン (1808–1873)                                                           | チャールズ・ダグラス＝ハミルトン (1808–1873)                                                           | チャールズ・ダグラス＝ハミルトン (1808–1873)                                                           | チャールズ・ダグラス＝ハミルトン (1808–1873)                                                           | チャールズ・ダグラス＝ハミルトン (1808–1873)                                                           |  |  | 6代セルカーク伯爵 ダンバー・ジェイムズ・ダグラス (1809–1885)       | 6代セルカーク伯爵 ダンバー・ジェイムズ・ダグラス (1809–1885)       | 6代セルカーク伯爵 ダンバー・ジェイムズ・ダグラス (1809–1885)       | 6代セルカーク伯爵 ダンバー・ジェイムズ・ダグラス (1809–1885)       | 6代セルカーク伯爵 ダンバー・ジェイムズ・ダグラス (1809–1885)       | 6代セルカーク伯爵 ダンバー・ジェイムズ・ダグラス (1809–1885)       |                    |  |                                |                                |                                |                                |                                |                                |  |  |  |  |  |  |  |  |  |  |  |  |  |  |  |  |
| | | | | | |                                                                         |                                                                         |                                                                         |                                                                         |                                                                         |                                                                         |                                                      |                                                      |                                                       |                                                       | | | | | | |  |  |                                                                    |                                                                    |                                                                    |                                                                    |                                                                    |                                                                    |                    |  |                                |                                |                                |                                |                                |                                |  |  |  |  |  |  |  |  |  |  |  |  |  |  |  |  |
| 12代ハミルトン公爵 9代ブランドン公爵 8代セルカーク伯爵 ウィリアム・ダグラス＝ハミルトン (1845–1895) | 12代ハミルトン公爵 9代ブランドン公爵 8代セルカーク伯爵 ウィリアム・ダグラス＝ハミルトン (1845–1895) | 12代ハミルトン公爵 9代ブランドン公爵 8代セルカーク伯爵 ウィリアム・ダグラス＝ハミルトン (1845–1895) | 12代ハミルトン公爵 9代ブランドン公爵 8代セルカーク伯爵 ウィリアム・ダグラス＝ハミルトン (1845–1895) | 12代ハミルトン公爵 9代ブランドン公爵 8代セルカーク伯爵 ウィリアム・ダグラス＝ハミルトン (1845–1895) | 12代ハミルトン公爵 9代ブランドン公爵 8代セルカーク伯爵 ウィリアム・ダグラス＝ハミルトン (1845–1895) |                                                                         |                                                                         | 7代セルカーク伯爵 チャールズ・ハミルトン (1847–1886)                    | 7代セルカーク伯爵 チャールズ・ハミルトン (1847–1886)                    | 7代セルカーク伯爵 チャールズ・ハミルトン (1847–1886)                    | 7代セルカーク伯爵 チャールズ・ハミルトン (1847–1886)                    | 7代セルカーク伯爵 チャールズ・ハミルトン (1847–1886) | 7代セルカーク伯爵 チャールズ・ハミルトン (1847–1886) |                                                       |                                                       | 13代ハミルトン公爵 10代ブランドン公爵 9代セルカーク伯爵 アルフレッド・ダグラス＝ハミルトン (1862–1940) | 13代ハミルトン公爵 10代ブランドン公爵 9代セルカーク伯爵 アルフレッド・ダグラス＝ハミルトン (1862–1940) | 13代ハミルトン公爵 10代ブランドン公爵 9代セルカーク伯爵 アルフレッド・ダグラス＝ハミルトン (1862–1940) | 13代ハミルトン公爵 10代ブランドン公爵 9代セルカーク伯爵 アルフレッド・ダグラス＝ハミルトン (1862–1940) | 13代ハミルトン公爵 10代ブランドン公爵 9代セルカーク伯爵 アルフレッド・ダグラス＝ハミルトン (1862–1940) | 13代ハミルトン公爵 10代ブランドン公爵 9代セルカーク伯爵 アルフレッド・ダグラス＝ハミルトン (1862–1940) |  |  |                                                                    |                                                                    |                                                                    |                                                                    |                                                                    |                                                                    |                    |  |                                |                                |                                |                                |                                |                                |  |  |  |  |  |  |  |  |  |  |  |  |  |  |  |  |
| 12代ハミルトン公爵 9代ブランドン公爵 8代セルカーク伯爵 ウィリアム・ダグラス＝ハミルトン (1845–1895) | 12代ハミルトン公爵 9代ブランドン公爵 8代セルカーク伯爵 ウィリアム・ダグラス＝ハミルトン (1845–1895) | 12代ハミルトン公爵 9代ブランドン公爵 8代セルカーク伯爵 ウィリアム・ダグラス＝ハミルトン (1845–1895) | 12代ハミルトン公爵 9代ブランドン公爵 8代セルカーク伯爵 ウィリアム・ダグラス＝ハミルトン (1845–1895) | 12代ハミルトン公爵 9代ブランドン公爵 8代セルカーク伯爵 ウィリアム・ダグラス＝ハミルトン (1845–1895) | 12代ハミルトン公爵 9代ブランドン公爵 8代セルカーク伯爵 ウィリアム・ダグラス＝ハミルトン (1845–1895) |                                                                         |                                                                         | 7代セルカーク伯爵 チャールズ・ハミルトン (1847–1886)                    | 7代セルカーク伯爵 チャールズ・ハミルトン (1847–1886)                    | 7代セルカーク伯爵 チャールズ・ハミルトン (1847–1886)                    | 7代セルカーク伯爵 チャールズ・ハミルトン (1847–1886)                    | 7代セルカーク伯爵 チャールズ・ハミルトン (1847–1886) | 7代セルカーク伯爵 チャールズ・ハミルトン (1847–1886) |                                                       |                                                       | 13代ハミルトン公爵 10代ブランドン公爵 9代セルカーク伯爵 アルフレッド・ダグラス＝ハミルトン (1862–1940) | 13代ハミルトン公爵 10代ブランドン公爵 9代セルカーク伯爵 アルフレッド・ダグラス＝ハミルトン (1862–1940) | 13代ハミルトン公爵 10代ブランドン公爵 9代セルカーク伯爵 アルフレッド・ダグラス＝ハミルトン (1862–1940) | 13代ハミルトン公爵 10代ブランドン公爵 9代セルカーク伯爵 アルフレッド・ダグラス＝ハミルトン (1862–1940) | 13代ハミルトン公爵 10代ブランドン公爵 9代セルカーク伯爵 アルフレッド・ダグラス＝ハミルトン (1862–1940) | 13代ハミルトン公爵 10代ブランドン公爵 9代セルカーク伯爵 アルフレッド・ダグラス＝ハミルトン (1862–1940) |  |  |                                                                    |                                                                    |                                                                    |                                                                    |                                                                    |                                                                    |                    |  |                                |                                |                                |                                |                                |                                |  |  |  |  |  |  |  |  |  |  |  |  |  |  |  |  |
| | | | | | |                                                                         |                                                                         |                                                                         |                                                                         |                                                                         |                                                                         |                                                      |                                                      |                                                       |                                                       | | | | | | |  |  |                                                                    |                                                                    |                                                                    |                                                                    |                                                                    |                                                                    |                    |  |                                |                                |                                |                                |                                |                                |  |  |  |  |  |  |  |  |  |  |  |  |  |  |  |  |
| | | | | | |                                                                         |                                                                         |                                                                         |                                                                         |                                                                         |                                                                         |                                                      |                                                      |                                                       |                                                       | | | | | | |  |  |                                                                    |                                                                    |                                                                    |                                                                    |                                                                    |                                                                    |                    |  |                                |                                |                                |                                |                                |                                |  |  |  |  |  |  |  |  |  |  |  |  |  |  |  |  |
| | | | | | |                                                                         |                                                                         |                                                                         |                                                                         |                                                                         |                                                                         |                                                      |                                                      |                                                       |                                                       | 14代ハミルトン公爵 11代ブランドン公爵 ダグラス・ダグラス＝ハミルトン (1903–1973)                       | 14代ハミルトン公爵 11代ブランドン公爵 ダグラス・ダグラス＝ハミルトン (1903–1973)                       | 14代ハミルトン公爵 11代ブランドン公爵 ダグラス・ダグラス＝ハミルトン (1903–1973)                       | 14代ハミルトン公爵 11代ブランドン公爵 ダグラス・ダグラス＝ハミルトン (1903–1973)                       | 14代ハミルトン公爵 11代ブランドン公爵 ダグラス・ダグラス＝ハミルトン (1903–1973)                       | 14代ハミルトン公爵 11代ブランドン公爵 ダグラス・ダグラス＝ハミルトン (1903–1973)                       |  |  | 10代セルカーク伯爵 ジョージ・ダグラス＝ハミルトン (1906-1994)      | 10代セルカーク伯爵 ジョージ・ダグラス＝ハミルトン (1906-1994)      | 10代セルカーク伯爵 ジョージ・ダグラス＝ハミルトン (1906-1994)      | 10代セルカーク伯爵 ジョージ・ダグラス＝ハミルトン (1906-1994)      | 10代セルカーク伯爵 ジョージ・ダグラス＝ハミルトン (1906-1994)      | 10代セルカーク伯爵 ジョージ・ダグラス＝ハミルトン (1906-1994)      |                    |  |                                |                                |                                |                                |                                |                                |  |  |  |  |  |  |  |  |  |  |  |  |  |  |  |  |
| | | | | | |                                                                         |                                                                         |                                                                         |                                                                         |                                                                         |                                                                         |                                                      |                                                      |                                                       |                                                       | 14代ハミルトン公爵 11代ブランドン公爵 ダグラス・ダグラス＝ハミルトン (1903–1973)                       | 14代ハミルトン公爵 11代ブランドン公爵 ダグラス・ダグラス＝ハミルトン (1903–1973)                       | 14代ハミルトン公爵 11代ブランドン公爵 ダグラス・ダグラス＝ハミルトン (1903–1973)                       | 14代ハミルトン公爵 11代ブランドン公爵 ダグラス・ダグラス＝ハミルトン (1903–1973)                       | 14代ハミルトン公爵 11代ブランドン公爵 ダグラス・ダグラス＝ハミルトン (1903–1973)                       | 14代ハミルトン公爵 11代ブランドン公爵 ダグラス・ダグラス＝ハミルトン (1903–1973)                       |  |  | 10代セルカーク伯爵 ジョージ・ダグラス＝ハミルトン (1906-1994)      | 10代セルカーク伯爵 ジョージ・ダグラス＝ハミルトン (1906-1994)      | 10代セルカーク伯爵 ジョージ・ダグラス＝ハミルトン (1906-1994)      | 10代セルカーク伯爵 ジョージ・ダグラス＝ハミルトン (1906-1994)      | 10代セルカーク伯爵 ジョージ・ダグラス＝ハミルトン (1906-1994)      | 10代セルカーク伯爵 ジョージ・ダグラス＝ハミルトン (1906-1994)      |                    |  |                                |                                |                                |                                |                                |                                |  |  |  |  |  |  |  |  |  |  |  |  |  |  |  |  |
| | | | | | |                                                                         |                                                                         |                                                                         |                                                                         |                                                                         |                                                                         |                                                      |                                                      |                                                       |                                                       | | | | | | |  |  |                                                                    |                                                                    |                                                                    |                                                                    |                                                                    |                                                                    |                    |  |                                |                                |                                |                                |                                |                                |  |  |  |  |  |  |  |  |  |  |  |  |  |  |  |  |
| | | | | | |                                                                         |                                                                         |                                                                         |                                                                         |                                                                         |                                                                         |                                                      |                                                      |                                                       |                                                       | | | | | | |  |  |                                                                    |                                                                    |                                                                    |                                                                    |                                                                    |                                                                    |                    |  |                                |                                |                                |                                |                                |                                |  |  |  |  |  |  |  |  |  |  |  |  |  |  |  |  |
| | | | | | |                                                                         |                                                                         |                                                                         |                                                                         |                                                                         |                                                                         |                                                      |                                                      |                                                       |                                                       | 15代ハミルトン公爵 12代ブランドン公爵 アンガス・ダグラス＝ハミルトン (1938–2010)                       | 15代ハミルトン公爵 12代ブランドン公爵 アンガス・ダグラス＝ハミルトン (1938–2010)                       | 15代ハミルトン公爵 12代ブランドン公爵 アンガス・ダグラス＝ハミルトン (1938–2010)                       | 15代ハミルトン公爵 12代ブランドン公爵 アンガス・ダグラス＝ハミルトン (1938–2010)                       | 15代ハミルトン公爵 12代ブランドン公爵 アンガス・ダグラス＝ハミルトン (1938–2010)                       | 15代ハミルトン公爵 12代ブランドン公爵 アンガス・ダグラス＝ハミルトン (1938–2010)                       |  |  | 11代セルカーク伯爵 ジェイムズ・ダグラス＝ハミルトン (1942-)        | 11代セルカーク伯爵 ジェイムズ・ダグラス＝ハミルトン (1942-)        | 11代セルカーク伯爵 ジェイムズ・ダグラス＝ハミルトン (1942-)        | 11代セルカーク伯爵 ジェイムズ・ダグラス＝ハミルトン (1942-)        | 11代セルカーク伯爵 ジェイムズ・ダグラス＝ハミルトン (1942-)        | 11代セルカーク伯爵 ジェイムズ・ダグラス＝ハミルトン (1942-)        |                    |  |                                |                                |                                |                                |                                |                                |  |  |  |  |  |  |  |  |  |  |  |  |  |  |  |  |
| | | | | | |                                                                         |                                                                         |                                                                         |                                                                         |                                                                         |                                                                         |                                                      |                                                      |                                                       |                                                       | 15代ハミルトン公爵 12代ブランドン公爵 アンガス・ダグラス＝ハミルトン (1938–2010)                       | 15代ハミルトン公爵 12代ブランドン公爵 アンガス・ダグラス＝ハミルトン (1938–2010)                       | 15代ハミルトン公爵 12代ブランドン公爵 アンガス・ダグラス＝ハミルトン (1938–2010)                       | 15代ハミルトン公爵 12代ブランドン公爵 アンガス・ダグラス＝ハミルトン (1938–2010)                       | 15代ハミルトン公爵 12代ブランドン公爵 アンガス・ダグラス＝ハミルトン (1938–2010)                       | 15代ハミルトン公爵 12代ブランドン公爵 アンガス・ダグラス＝ハミルトン (1938–2010)                       |  |  | 11代セルカーク伯爵 ジェイムズ・ダグラス＝ハミルトン (1942-)        | 11代セルカーク伯爵 ジェイムズ・ダグラス＝ハミルトン (1942-)        | 11代セルカーク伯爵 ジェイムズ・ダグラス＝ハミルトン (1942-)        | 11代セルカーク伯爵 ジェイムズ・ダグラス＝ハミルトン (1942-)        | 11代セルカーク伯爵 ジェイムズ・ダグラス＝ハミルトン (1942-)        | 11代セルカーク伯爵 ジェイムズ・ダグラス＝ハミルトン (1942-)        | 1994年爵位一代放棄 |  |                                |                                |                                |                                |                                |                                |  |  |  |  |  |  |  |  |  |  |  |  |  |  |  |  |
| | | | | | |                                                                         |                                                                         |                                                                         |                                                                         |                                                                         |                                                                         |                                                      |                                                      |                                                       |                                                       | | | | | | |  |  |                                                                    |                                                                    |                                                                    |                                                                    |                                                                    |                                                                    |                    |  |                                |                                |                                |                                |                                |                                |  |  |  |  |  |  |  |  |  |  |  |  |  |  |  |  |
| | | | | | |                                                                         |                                                                         |                                                                         |                                                                         |                                                                         |                                                                         |                                                      |                                                      |                                                       |                                                       | 16代ハミルトン公爵 13代ブランドン公爵 アレクサンダー・ダグラス＝ハミルトン (1978-)                     | 16代ハミルトン公爵 13代ブランドン公爵 アレクサンダー・ダグラス＝ハミルトン (1978-)                     | 16代ハミルトン公爵 13代ブランドン公爵 アレクサンダー・ダグラス＝ハミルトン (1978-)                     | 16代ハミルトン公爵 13代ブランドン公爵 アレクサンダー・ダグラス＝ハミルトン (1978-)                     | 16代ハミルトン公爵 13代ブランドン公爵 アレクサンダー・ダグラス＝ハミルトン (1978-)                     | 16代ハミルトン公爵 13代ブランドン公爵 アレクサンダー・ダグラス＝ハミルトン (1978-)                     |  |  | ジョン・ダグラス＝ハミルトン (1978-) (法定推定相続人)              | ジョン・ダグラス＝ハミルトン (1978-) (法定推定相続人)              | ジョン・ダグラス＝ハミルトン (1978-) (法定推定相続人)              | ジョン・ダグラス＝ハミルトン (1978-) (法定推定相続人)              | ジョン・ダグラス＝ハミルトン (1978-) (法定推定相続人)              | ジョン・ダグラス＝ハミルトン (1978-) (法定推定相続人)              |                    |  |                                |                                |                                |                                |                                |                                |  |  |  |  |  |  |  |  |  |  |  |  |  |  |  |  |